# The Simple Life

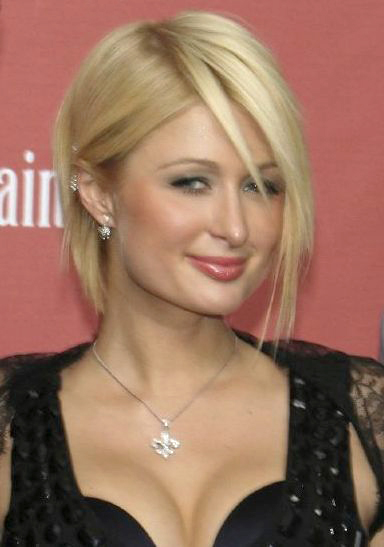
Paris Hilton, protagonista de la serie.

The Simple Life (en español, «La vida sencilla») es un programa de telerrealidad protagonizado por Paris Hilton y Nicole Richie. Representa a las dos personas ricas de la alta sociedad mientras luchan por realizar trabajos serviles y mal remunerados, como limpiar habitaciones, trabajar en el campo, servir comidas en restaurantes de comida rápida y trabajar como consejeros de campamento. El programa se estrenó el 2 de diciembre de 2003 en Fox y concluyó el 5 de agosto de 2007 en E!. Una pelea entre Hilton y Richie en 2005 llevó a que Fox cancelara el programa después de su tercera temporada. Finalmente fue recogido por E!, que emitió su cuarta y quinta temporada. The Simple Life ayudó a catapultar a Hilton y Richie al estrellato internacional y mantuvo una audiencia alta y constante durante su emisión en ambas cadenas. También generó una serie de versiones internacionales.

## Temporadas
En la primera temporada, Paris y Nicole acordaron dejar sus teléfonos celulares, tarjetas de crédito y su condición de celebridades para mudarse con la familia Leding en Altus (Arkansas) durante un mes. La segunda temporada sigue a dos miembros de la alta sociedad que viajan a través de los Estados Unidos en una camioneta rosa (conducida por Paris), tirando de un remolque con corriente de aire y participando en actividades tales como pescar cangrejos, trabajar como empleadas domésticas en un resort nudista y hacer salchichas. En la tercera temporada, Paris y Nicole realizan diversas prácticas en empresas de la Costa Este de los Estados Unidos. Para la cuarta temporada, ambas mujeres se alternaron en el papel de «esposa» de una familia diferente en cada episodio, de manera similar a Wife Swap. La quinta y última temporada sigue a Hilton y Richie trabajando como consejeros en Camp Shawnee.
| Temporada | Temporada | Episodios | Episodios | Emisión original       | Emisión original     | Emisión original |
| Temporada | Temporada | Episodios | Episodios | Primera emisión        | Última emisión       | Cadena           |
| --------- | --------- | --------- | --------- | ---------------------- | -------------------- | ---------------- |
|           | 1         | 8         | 8         | 2 de diciembre de 2003 | 26 de enero de 2004  | Fox              |
|           | 2         | 11        | 11        | 16 de junio de 2004    | 4 de agosto de 2004  | Fox              |
|           | 3         | 16        | 16        | 25 de enero de 2005    | 12 de mayo de 2005   | Fox              |
|           | 4         | 10        | 10        | 4 de junio de 2006     | 13 de agosto de 2006 | E!               |
|           | 5         | 10        | 10        | 28 de mayo de 2007     | 5 de agosto de 2007  | E!               |

## Producción y emisión

### Desarrollo
La idea de The Simple Life se generó en el departamento de comedia de Fox. Brad Johnson, vicepresidente sénior de desarrollo de comedia, dijo que The Simple Life nació de un desafío del presidente de Fox Television Entertainment Group, Sandy Grushow, y News Corp. El presidente y director de operaciones, Peter Chernin, busca encontrar otra forma de hacer comedias fuera del formato tradicional de comedia de situación.
«Las áreas que parecían más simples y limpias fueron volver a esas comedias de situación de alto concepto de los años 60 y decir: hagámoslas de verdad», dijo Johnson. The Simple Life se inspiró en Green Acres, una comedia de situación sobre una pareja de la sociedad neoyorquina que se muda a una granja. Johnson dijo que originalmente pensaron en trasladar a una familia entera al sur. Las cámaras observarían cómo los exmiembros de la alta sociedad, privados de acceso a sus cuentas bancarias y Beemers, intentan conseguir un trabajo, comprar alimentos y encajar con los estadounidenses promedio. Al mismo tiempo que el departamento de comedia desarrollaba la idea, Paris Hilton se reunía con el departamento de casting del estudio. Sharon Klein, vicepresidenta sénior de casting del estudio, dijo que inmediatamente quedó fascinada con Hilton y quería hacer un programa con ella. «Estoy acostumbrada a encontrarme con actores que fingen una fachada», dijo Klein. «Ella fue tan real. Era divertida. En ese primer encuentro no pareció estúpida. Estaba en su propia realidad y no se avergonzaba de hablar de ello. Había dulzura en ella».
Los dos departamentos hablaron y se dieron cuenta de que tenían su espectáculo: enviar a Paris Hilton y a su hermana Nicky, que nunca habían trabajado un día en sus vidas, a vivir y trabajar en una granja. En ese momento, el estudio estaba trabajando estrechamente con Mike Darnell, jefe de programación de telerrealidad de Fox, a quien le gustó la idea. «Querían ver tacones de aguja en excremento de vaca», dijo Klein. Paris estuvo convencida de unirse, sin embargo, Nicky, que era algo tímida ante el centro de atención en ese momento, optó por no participar. Paris dijo a algunos medios que estaba en conversaciones para hacer el programa ella sola, pero finalmente Fox decidió que el elenco de la ciudad tenía que ser un dúo. Paris supuestamente invitó a varios amigos cercanos a bordo, entre ellos Kimberly Stewart y la heredera de Band Aid, Casey Johnson. Después de que Johnson se negó, Hilton terminó llegando a un acuerdo con Nicole Richie. Mostró varias escenas de la temporada (algunas de las cuales aparecen en su lanzamiento en DVD), así como clips de vista previa de la tercera temporada. El rodaje de la tercera temporada tuvo lugar de octubre a noviembre de 2004. Se emitió del 25 de enero al 12 de mayo de 2005 y constó de 16 episodios.

### Producción y emisión inicial en Fox
Fox contrató a Bunim/Murray Productions para producir la serie. La primera temporada se filmó de abril a mayo de 2003, en Altus (Arkansas), y la primera temporada de 8 episodios se estrenó el 2 de diciembre de 2003. Durante su emisión, Fox añadió dos episodios extra, uno de los cuales fue un especial de reunión. La segunda temporada se filmó de marzo a abril de 2004 y se emitió del 16 de junio al 5 de agosto de 2004 y constaba de 10 episodios (más un especial de televisión). El especial, titulado The Simple Life – The Stuff We Weren't Allowed To Show You (en español, las cosas que no nos permitieron mostrarles), se emitió el 17 de noviembre de 2004.

### Cancelación de Fox y traslado a E!
En una entrevista con USA Today, Hilton confirmó el rumor de que ella y Nicole ya no eran amigas y que Nicole no sería parte de la cuarta temporada. Sin embargo, el director de Fox Network, Peter Ligouri, dijo en la gira de prensa de la Television Critics Association de 2005 en Los Ángeles que Paris y Nicole en realidad estaban contratadas para otras dos temporadas y que Paris y Nicole son, en sus palabras, «profesionales de la televisión que estarán listas para trabajar juntas cuando llegue el momento». Fox finalmente canceló sus planes para futuras temporadas de The Simple Life en octubre de 2005, tanto porque había llenado su cuota de programas de mitad de temporada como porque Paris y Nicole se habían peleado como amigas.
Después de que Fox lo abandonara, se informó que otras cadenas, como NBC, UPN, The WB, VH1 y MTV, estaban interesadas en obtener los derechos para transmitir nuevas temporadas del programa. El 28 de noviembre de 2005, E! anunció que habían recogido The Simple Life y habían ordenado que continuara la producción de la cuarta temporada, junto con los derechos para volver a emitir las tres primeras temporadas. El rodaje de la nueva temporada comenzó el 27 de febrero de 2006. Se estrenó el 5 de junio de 2006. La quinta y última temporada de The Simple Life debutó el Día de los Caídos, el 28 de mayo de 2007, y finalizó el 5 de agosto de 2007.

### Cancelación final por E!
El 30 de julio de 2007, E! anunció que habían cancelado el programa y afirmó: «The Simple Life ha sido una maravillosa adición a la programación de E! durante dos años y siempre estaremos agradecidos con Paris y Nicole por su arduo trabajo y amabilidad». Ese día, en el estreno de Rush Hour 3, la propia Hilton dijo que «han sido cinco años fantásticos y nos hemos divertido mucho, pero estoy feliz de terminar así», sugiriendo que había optado por no participar en ninguna continuación del programa. Los derechos de distribución de The Simple Life pertenecen a Disney-ABC Domestic Television.

## Recepción

### Respuesta crítica
A pesar de una significativa crítica a los programas de telerrealidad y el escrutinio que tanto Hilton como Richie enfrentaron a lo largo del recorrido de The Simple Life, la serie recibió críticas moderadamente positivas de los críticos, quienes generalmente resaltaron su humor tongue-in-cheek a pesar de su naturaleza vacía. El agregador de reseñas Rotten Tomatoes le dio a la primera temporada un índice de aprobación del 69 % según 16 reseñas. El consenso crítico del sitio afirma: «The Simple Life es un programa increíblemente insulso, pero no se puede negar que Paris Hilton y Nicole Richie son francamente entretenidas». Al escribir para Variety, Brian Lowry consideró que la serie «se hizo apetecible y visible porque los principales objetos de burla son las herederas y fiesteras Paris Hilton y Nicole Richie. Un concepto fácil de promocionar parece un juego alegre, donde afortunadamente [...] nadie ha aprendido mucho de nada». Ken Tucker, de Entertainment Weekly, le dio a la serie una calificación de «B» y afirmó que «los productores saben exactamente qué tono adoptar». La editora del Seattle Post-Intelligencer, Melanie McFarland, comentó: «Hilton y Richie intentan llevar la fabulosidad y la malcrianza de Beverly a la gente del campo. Fracasan estrepitosamente. Todos nos reímos mucho. Al menos su superficialidad sin remordimientos y su bondadosa incapacidad mental logran que la cosa salga adelante».

### Ratings de televisión de Estados Unidos
El debut de The Simple Life el 2 de diciembre de 2003 atrajo a 13 millones de espectadores, lo que aumentó la calificación de adultos de 18 a 49 años de Fox en un 79 % «fenomenal». El segundo episodio mostró un crecimiento en los ratings, alcanzando 13,3 millones de espectadores. Una audiencia de 9,8 millones de espectadores vio el estreno de la segunda temporada de la serie el 16 de junio de 2004. Después de pasar a E!, la cuarta temporada de la serie se estrenó el 4 de junio de 2006 y atrajo a 1,3 millones de espectadores. Si bien «esos índices de audiencia habrían sido deprimentes para Fox, en realidad fueron más de cuatro veces el promedio en horario de máxima audiencia de E!». Según TV Week, «los ratings se triplicaron con respecto al promedio de la cadena» en grupos demográficos adultos clave.

## Medios domésticos
La primera temporada de The Simple Life se lanzó en DVD en los Estados Unidos el 20 de enero de 2004, que incluía el episodio extra y el episodio de reunión. La segunda temporada se lanzó en DVD el 2 de noviembre de 2004 y estuvo acompañada de una banda sonora en CD. El DVD de la tercera temporada fue lanzado en Estados Unidos el 19 de marzo de 2006. La primera y cuarta temporada de la serie se agregaron a iTunes Store el 28 de julio de 2006. La cuarta temporada se lanzó oficialmente en DVD el 26 de diciembre de 2006. El DVD de la quinta y última temporada fue lanzado el 22 de enero de 2008. No contenía características especiales y ni siquiera la versión extendida del primer episodio que solo se mostró en el estreno. Esta temporada también estuvo disponible para descargar en iTunes, donde el 13 de agosto de 2007 se lanzó una recopilación de canciones del campamento denominada The Simple Life: Camp Songs.

## Impacto mediático

### Versiones internacionales
Las desventuras rurales de Paris y Nicole en The Simple Life resultaron tan populares entre los espectadores estadounidenses que se produjeron varias nuevas versiones internacionales.
| País                | Título                              | Protagonistas                      | Cadena      |
| ------------------- | ----------------------------------- | ---------------------------------- | ----------- |
| Alemania            | Gülcan und Collien ziehen aufs Land | Gülcan Kamps y Collien Fernandes   | ProSieben   |
| Brasil              | Simple Life: Mudando de Vida        | Karina Bacchi y Ticiane Pinheiro   | Rede Record |
| Canadá (en francés) | La Vie Rurale                       | Anne-Marie Losique y Jacynthe      | MusiMax     |
| India               | Dil Jeetegi Desi Girl               | Rohit Roy                          | Imagine TV  |
| Serbia              | Jednostavan život                   | Ana Mihajlovski y Marijana Mićić   | RTS1        |
| Turquía             | Her Şey Yolunda                     | Tuğba Özay and Yeliz Yeşilmen      | Kanal D     |
| Uruguay             | Cambio de vida                      | Claudia Fernández y Tamara Venazúz | Canal 10    |

### Spin-offs
En 2005, NBC produjo un programa de telerrealidad titulado I Want To Be a Hilton, que tomó la idea de The Simple Life y la revirtió. Presentado por Kathy Hilton, la madre de Paris, en el programa varios concursantes de zonas rurales y suburbanas tuvieron que realizar ciertas tareas que iban desde la peluquería canina hasta un desfile de moda y la organización de un evento benéfico, mientras aprendían etiqueta y modales. El finalista del concurso recibió un paquete de premios que incluía un fondo fiduciario de 200.000 dólares, un nuevo apartamento, guardarropa y la oportunidad de vivir la vida de la alta sociedad durante un año. Paris y Nicky fueron estrellas invitadas en un episodio, y también participó el perro de Paris, Tinkerbell (que apareció en The Simple Life).
Casi se produjo una nueva encarnación de The Simple Life, un spin-off desarrollado que, luego de negociaciones, estaba programado para transmitirse en E!, con Kelly Osbourne y Kimberly Stewart en los zapatos de Paris y Nicole. Sin embargo, la serie no fue aprobada después de que Kelly optó por no participar en el proyecto después de unos días de rodaje, calificándolo de «degradante y juvenil».

### Programas similares
The Simple Life también ha sido emulada por otras producciones televisivas. Filthy Rich: Cattle Drive (2005) de E! compartió varias similitudes incuestionables con The Simple Life, y se centró en enviar a varios jóvenes conocidos de la alta sociedad (incluidas Kourtney Kardashian y Brittny Gastineau, entre otros) a vivir en un rancho rural, menos teléfonos móviles y otros lujos por los que han llegado a jurar. MTV produjo Exiled! (2008), que tomó a ocho ex estrellas de My Super Sweet 16, que crecieron mimados, egoístas y sin ninguna idea sobre el trabajo real, y los enviaron a vivir a países del tercer mundo para enseñarles una lección de lo difícil que puede ser la vida para otras personas.